# 周柏春
周柏春（1922年12月22日—2008年3月25日），原名姚振民，浙江宁波人，生于上海，中国滑稽戏表演艺术家。姚慕双之弟，

## 生平
周柏春出生于上海，1939年与兄姚慕双开始搭档表演滑稽戏，当时为新式电台演播，演出即大获成功，广受欢迎。1950年，与姚慕双合作创建蜜蜂滑稽剧团，并出任剧团团长。
在上海人民艺术剧院滑稽剧团及上海曲艺剧团期间，主演过十数部大型滑稽戏，塑造出不少性格鲜明的喜剧人物形象。其表演动作和语言柔软娇曲，富有弹性，铺垫从容，波谲云诡，具有"冷面滑稽"特点。

### 逝世
周柏春先生因病医治无效，于2008年3月25日19时50分在上海华山医院逝世，享年86岁。

## 社会职务
周柏春曾先后担任上海市滑稽戏剧改进会主席，上海市传统剧目整理委员会滑话分会主任委员等职务。周是中国国家一级演员，民盟盟员，中共党员，上海市第一届人民代表大会的代表，上海市第三至第八届政协委员，上海市第三届文联委员。周还担任中国戏剧家协会理事，上海曲艺家协会第二、第三届副主席。1992年，获国务院颁发的文化突出贡献证书和政府特殊津贴。和姚慕双共同培育了大批滑稽戏人才。

## 艺术风格
姚慕双、周柏春的滑稽戏以洋派、书卷气为特色，他们的段子中常带英文，姚、周都毕业于工部局所办的育才公学（今育才中学前身），英文基础不错。他们最有代表性的滑稽戏段子就是《学英语》，其中，有周柏春很著名的倒背26个字母，笑料主要集中在学英文的语音不準和中国式英文。
解放前，姚、周就与其他搭档不同，他们从来不讲荤段子，而是最早身体力行净化舞台。他们是一种有文化层次的幽默，是书卷气的而不是市井气的，内容古今中外，风格雅俗共赏，所以读书人也很喜欢他们。周柏春也认为，有文化的滑稽是幽默，没文化的幽默是滑稽。

## 家庭
周柏春本姓姚，学名姚振民，因与其兄一同在电台中唱滑稽，当时的滑稽演员社会地位不高，且姚振民当时是育才公学的在校生，为避免暴露真实身份，遂与家人商议从母亲姓氏周，取艺名周柏荫。其兄姚慕双在直播节目中因对新编的艺名周柏荫不熟练，口误报成周柏春，遂延用至今。周柏春的子女也遂周的母姓。周柏春的大哥为姚慕双，也是著名滑稽戏演员。
1948年，周柏春遵从母亲的意愿与贤淑大方的吴光瑾小姐喜结连理，两人一生琴瑟和谐，育有四女二子, 其长女周伟儿也曾与乃父共同创作独角戏作品，并与弟弟周智儿共同帮助父亲完成《周柏春自述》。

## 名段，角色
独脚戏名段：
- 《骗大饼》
- 《英语翻译》
- 《宁波音乐家》
- 《各地堂倌》
- 《黄鱼调带鱼》
- 《昨天》
- 《算命》
- 《十三人搓麻将》
- 《拉黄包车》
- 《汉朝》
- 《瞎子店》
- 《新老法结婚》
- 《骗银楼》
- 《写无字对》
- 《一字两读》
- 《医诗博士》
- 《铁大伯换粮》
- 《林雪梅》
- 《普通话与方言》
- 《营养有方》
- 《啥人嫁拨伊》
- 《高价征求意见》
- 《扑克牌恋爱》
- 《学英语》（并由美国广播公司录制后在美国播放）

部分滑稽戏角色：
- 《红姑娘》中反串女角红姑娘
- 《笑着向昨天告别》中码头工人老丁
- 《满园春色》中先进工作者2号服务员
- 《出色的答案》中"四人帮"爪牙马家骏
- 《路灯下的宝贝》中小业主蒋阿桂

## 荣誉
- 2006年，中国曲艺牡丹奖终生成就奖。
- 2008年，上海文艺家荣誉奖。